# トムソンのランプ

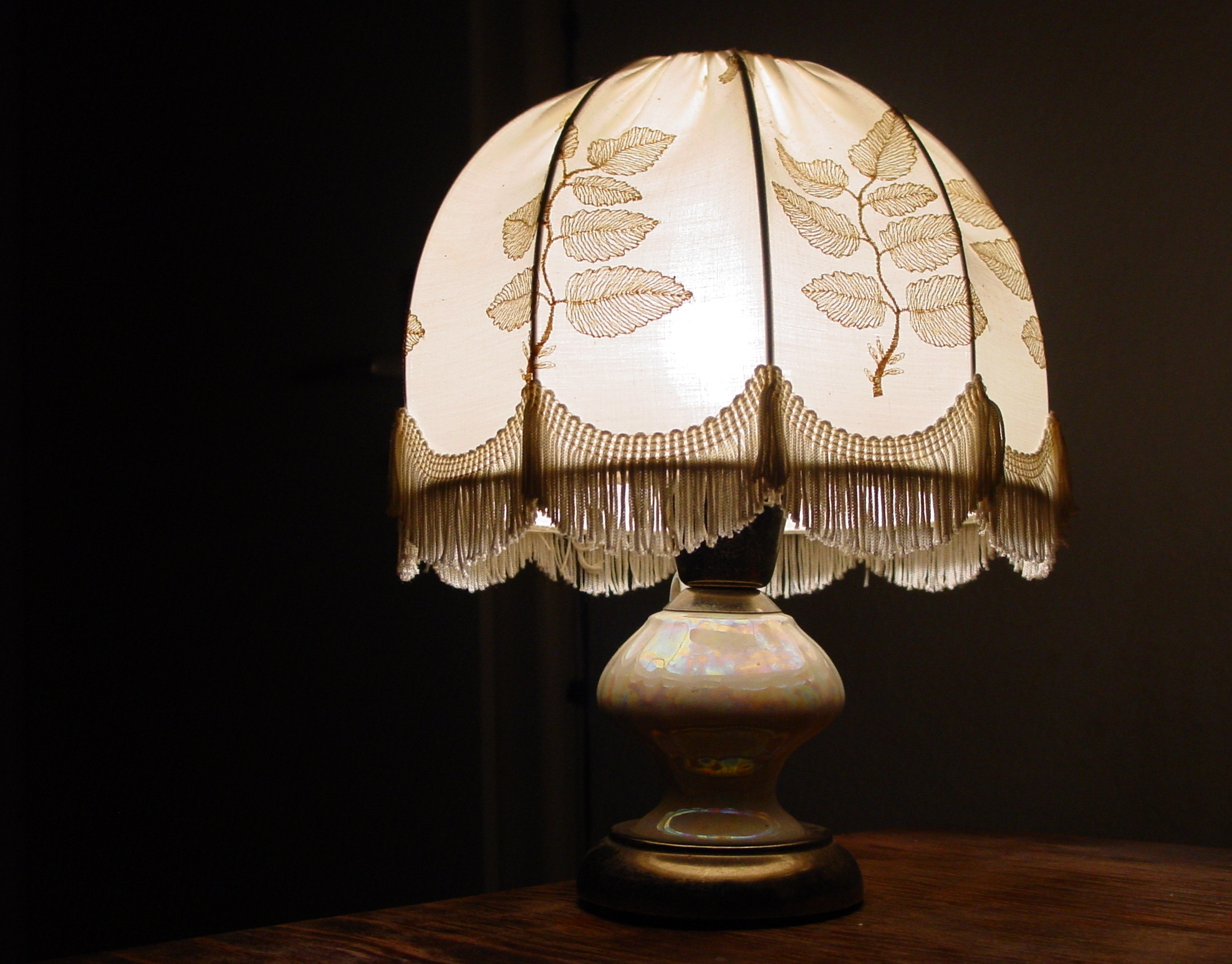
ランプ

トムソンのランプ（Thomson's lamp）は、哲学者ジェームズ・F・トムソンによって、マックス・ブラックなどの提起するスーパータスクの例題として考案された思考実験である。
読書用ランプがあってそれにはスイッチが付いている。消灯しているとき押すと点灯し、点灯中に押すと消灯するスイッチ（オルタネートスイッチ）である。当初は消灯しているとすると、奇数番目で点灯し、偶数番目で消灯することになる。私が、バートランド・ラッセルの処方箋に従って、無限回スイッチを押し終えたとき、ランプは点灯しているのか、消灯しているのか。どちらであることもありえない。自己矛盾である。すなわち、無限回なされた作業（task）とは、それ自身矛盾した概念である、とトムソンは言う。

## 無限作業の完了
ラッセルの処方箋とは、彼が論理的には可能だと言ったことに由来し、無限回の作業は次のようにすれば、有限時間内に収まる、というもの。ゼノンのパラドックスの二分法における前進型解釈で目的点に到着するケースにあたる。次の時系列に則った作業が、なされるとしよう。
１，1/2，1/4，1/8，1/16，...
この時系列で順に作業がなされるとするなら、その経過時間の総和
S＝1＋1/2＋1/4＋1/8＋1/16＋...
Sは2に収束する。すなわち、2分後には無限回の作業がなされたことになる。ランプで言えば、
初回にスイッチを押し点灯させ、1分後二回目を押し消灯する。1/2分後三回目を押し点灯、1/4分後、...、以下同様に半分の時間ごとにスイッチを押す。そのようにして、無限回スイッチを押したとしよう。
時刻：0　　　　　　　1　　　3/2　7/4...2
状態：○○○○○○○○●●●●○○● .... ？
このランプ、2分後には点灯しているのか消灯しているのか。
この質問に答えることはできない。点灯していることはできない、なぜなら、直ちに消灯することなく点灯したことはなかったのだから。消灯していることもできない、なぜなら、はじめに点灯した後は、直ちに点灯することなく消灯したことはなかったのだから。しかし、ランプは消灯しているか、点灯しているかどちらかでなければならない。これは矛盾である。
このランプは、次の級数を求めることに等しい。
1+(-1)+1+(-1)+....
この級数が値を持たないと同じく、このランプは、無限回の作業が完了したときに、なにが行われるかを決める確立した方法がないことを示している。
この主張「スーパータスクは自己矛盾」に対して、時系列は半開区間［0，2）にあり、2分後という時刻は、この時系列に含まれていない、とする批判がある。含まれていないので、自己矛盾ではない、と。しかし、ここで消灯・点灯のどちらであるのかと尋ねているのは、「最後の作業ではなく、無限の作業の最終的すなわち全体の結果を尋ねているのだから、妥当な質問である。」この件は、ゼノンのパラドックスを級数の収束を以て数学的解決とする人々の持つ誤解を示しては居る、とトムソンは言う。

## 批判と擁護
ポール・ベナセラフは批判する。作業が完了する（to complet a task）とはいかなる意味であるか、という点に問題がある。2分割との類似性から、目的点＝収束点と見ても、論理的証明にはならない。2分後の状態をその作業の系列は規定していない。従って、論理的な矛盾であるとは言えない。スーパータスクの自己矛盾を示す困難をトムソンは克服していない。
トムソンは、批判に応えて、作業が完了するという捉え方には問題があった。とは言え、別の見方はありうるのではないか。局面の切り替え（the changes of state）の列、遷移（transitions）の列とすることによって同じ結論に達しうるのではないか、と述べる。
アドルフ・グリュンバウムは擁護して、スイッチを工夫することで、トムソンのアイデアは否定されない、とする。たとえば、ある上下振動があって、その中点の通過が切り替えとなるスイッチであるとしよう。上から下へ中点を越えると点灯、下から上へ越えると消灯する。無限の振動が中点に2分後収束するとする。そうすると、2分後という時刻には、中点にあるのだから、スィッチはオンオフのどちらかであるはずだ。したがって、無限列に2分後という時刻が含まれていないとしても、トムソンのアイデアは生きている、とする。